# 14314 Токіґава
14314 Токіґава (14314 Tokigawa) — астероїд головного поясу, відкритий 18 лютого 1977 року.
Тіссеранів параметр щодо Юпітера — 3,188.
Названо на честь Токіґави (яп. ときがわ(都幾川) токіґава).